# Resolució 2348 del Consell de Seguretat de les Nacions Unides
La Resolució 2348 del Consell de Seguretat de les Nacions Unides fou adoptada per unanimitat el 31 de març de 2017. El Consell va ampliar el mandat de la Missió de les Nacions Unides a la República Democràtica del Congo (MONUSCO) per un any fins al 31 de març de 2018. El nombre de soldats també es va reduir en gairebé un vint per cent.

## Observacions
Es va guardar un moment de silenci per l'estatunidenc Michael Sharp i el suís Zaida Catalan, membres del grup d'experts de la província de Kasai Central que investigaven les violacions de drets humans durant el conflicte. El 12 de març de 2017 van desaparèixer juntament amb el seu traductor local i tres conductors. El 24 de març, els seus cossos van ser trobats en una fossa poc profunda.
Es van celebrar llargues negociacions sobre la mida de la força de pau al Congo. França, que havia redactat el text, va indicar que el mandat ajustat farà que la força de pau sigui més flexible. Els Estats Units van declarar que "no es tractava del nombre de persones a nivell local, sinó de la qualitat del seu treball". França havia proposat limitar el nombre de militars a 17.000. Els Estats Units havien volgut, en primer lloc, limitar aquest nombre a 15.000 i no volien que s'enviessin 320 agents addicionals. La missió va ser la primera a renovar-se després que Donald Trump es convertís en president dels Estats Units i com a principal donant de l'ONU volia reduir les operacions de manteniment de la pau.
El representant ucraïnès va dir que aquesta resolució per primera vegada privatitzava les tasques d'una força de pau i esperava que això beneficiés la situació sobre el terreny. Rússia lamentava que "només consideracions matemàtiques" s'hagin tingut en compte en la decisió de reduir la MONUSCO. També es va esperar que els dos informes paral·lels sol·licitats al secretari general António Guterres no causarien problemes. Havia d'informar cada tres mesos sobre l'execució del mandat, i cada 45 dies sobre l'execució de l'acord polític el 31 de desembre.
Uruguai va dir que la situació a l'est de Congo no tenia esperança ni signes de millora. Per tant, el secretari general va demanar no limitar la força de pau, però això es va feia pe estalviar. Mai no havia tingut el Consell de Seguretat que reduir una operació o imposar sancions sense que s'hagués avançat en una situació anterior.

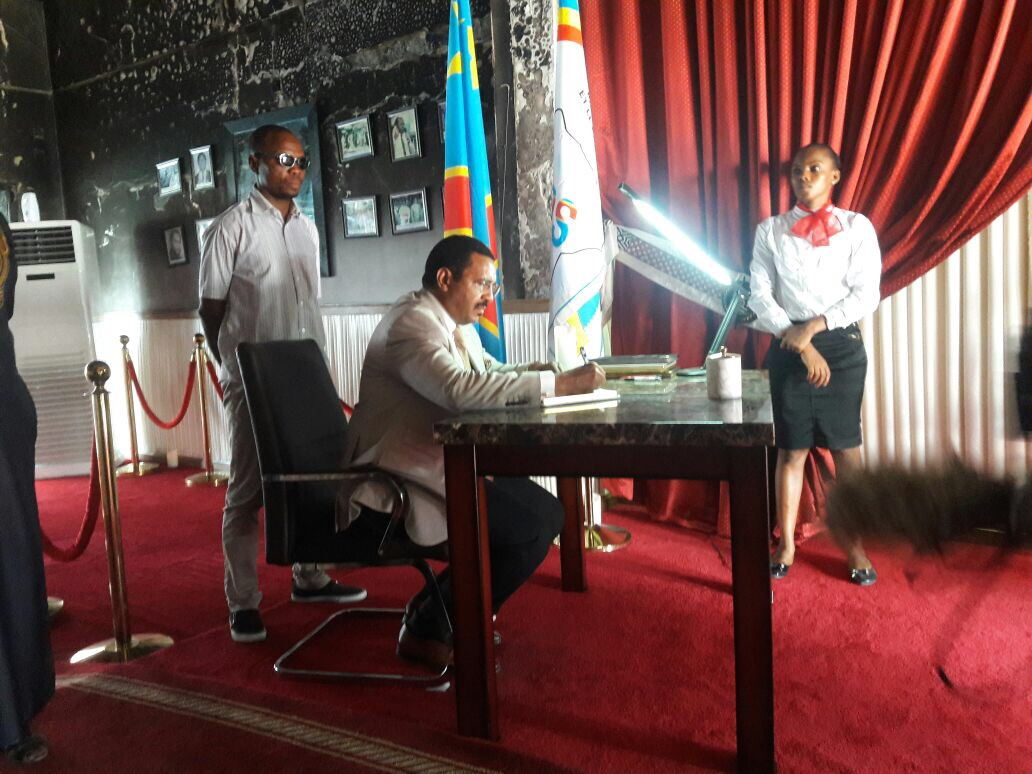
El Representant Especial Adjunt del Secretari General de les Nacions Unides, Mamadou Diallo, signa el registre de dol per Etienne Tshisekedi en representació de MONUSCO.

El propi Congo va donar la benvinguda a l'ampliació de la força de pau al país, però va lamentar que el desarmament, la desmobilització i la reinserció dels combatents i la reforma de la justícia i els serveis de seguretat no s'incloguessin com a prioritats estratègiques. El representant congolès també es va referir a la presència de combatents SPLA de Sudan del Sud al seu país i l'esforç per expulsar-los. Va considerar que l'ONU havia d'abordar aquest assumpte, no el mateix Congo.

## Contingut
El 31 de desembre de 2016 es va signar un acord polític a Kinshasa. Totes les parts implicades, inclòs el president Kabila, van ser convocades a implementar l'acord sense demora, començant pels preparatius per a les eleccions presidencials i parlamentàries.
La R.D. del Congo ha seguit patint la violència. Més de dos milions de congolesos són desplaçats, mentre que hi ha 452.000 refugiats dels països veïns a causa de la guerra civil a l'est del país. El desarmament dels grups armats de Ruanda, Uganda i el mateix Congo a la regió és difícil.
El mandat de la MONUSCO es va estendre fins al 31 de març de 2018. El nombre màxim de militars es va reduir de 19.815 a 16.215 i el nombre d'observadors militars de 760 a 660. El component policial es va mantenir sense canvis. També es va mantenir la brigada d'intervenció creada el 2013. Tenia la tasca de neutralitzar activament els grups armats.